# Comté de Burke (Géorgie)
Pour les articles homonymes, voir Comté de Burke.
Le comté de Burke est l'un des comtés de Géorgie aux États-Unis. Le chef-lieu du comté se situe à Waynesboro. Le comté a été fondé en 1777.

## Comtés adjacents
- comté de Richmond au nord,
- comté d'Aiken en Caroline du Sud au nord-est,
- comté de Barnwell en Caroline du Sud à l'est-nord-est,
- comté d'Allendale en Caroline du Sud à l'est,
- comté de Screven au sud-est,
- comté de Jenkins au sud,
- comté d'Emanuel au sud-ouest,
- comté de Jefferson à l'ouest,

## Municipalités du comté
- Blythe, une localité à cheval sur le comté de Burke et le Richmond,
- Girard,
- Keysville
- Midville,
- Sardis,
- Vidette,
- Waynesboro,

## Démographie
| 1790  | 1800  | 1810   | 1820   | 1830   | 1840   |
| ----- | ----- | ------ | ------ | ------ | ------ |
| 9 467 | 9 504 | 10 858 | 11 577 | 11 833 | 13 176 |

| 1850   | 1860   | 1870   | 1880   | 1890   | 1900   |
| ------ | ------ | ------ | ------ | ------ | ------ |
| 16 100 | 17 165 | 17 679 | 27 128 | 28 501 | 30 165 |

| 1910   | 1920   | 1930   | 1940   | 1950   | 1960   |
| ------ | ------ | ------ | ------ | ------ | ------ |
| 27 268 | 30 836 | 29 224 | 26 520 | 23 458 | 20 596 |

| 1970   | 1980   | 1990   | 2000   | 2010   | - |
| ------ | ------ | ------ | ------ | ------ | - |
| 18 255 | 19 349 | 20 579 | 22 243 | 23 316 | - |

## Personnalités liées au comté
- Lyman Hall (1724-1790), un des Pères fondateurs des États-Unis, signataire de la Déclaration d'indépendance des États-Unis d'Amérique en tant que représentant de l'État de Géorgie : possédait une plantation dans le comté de Burke, où il est décédé.